# 皮克斯图像电脑

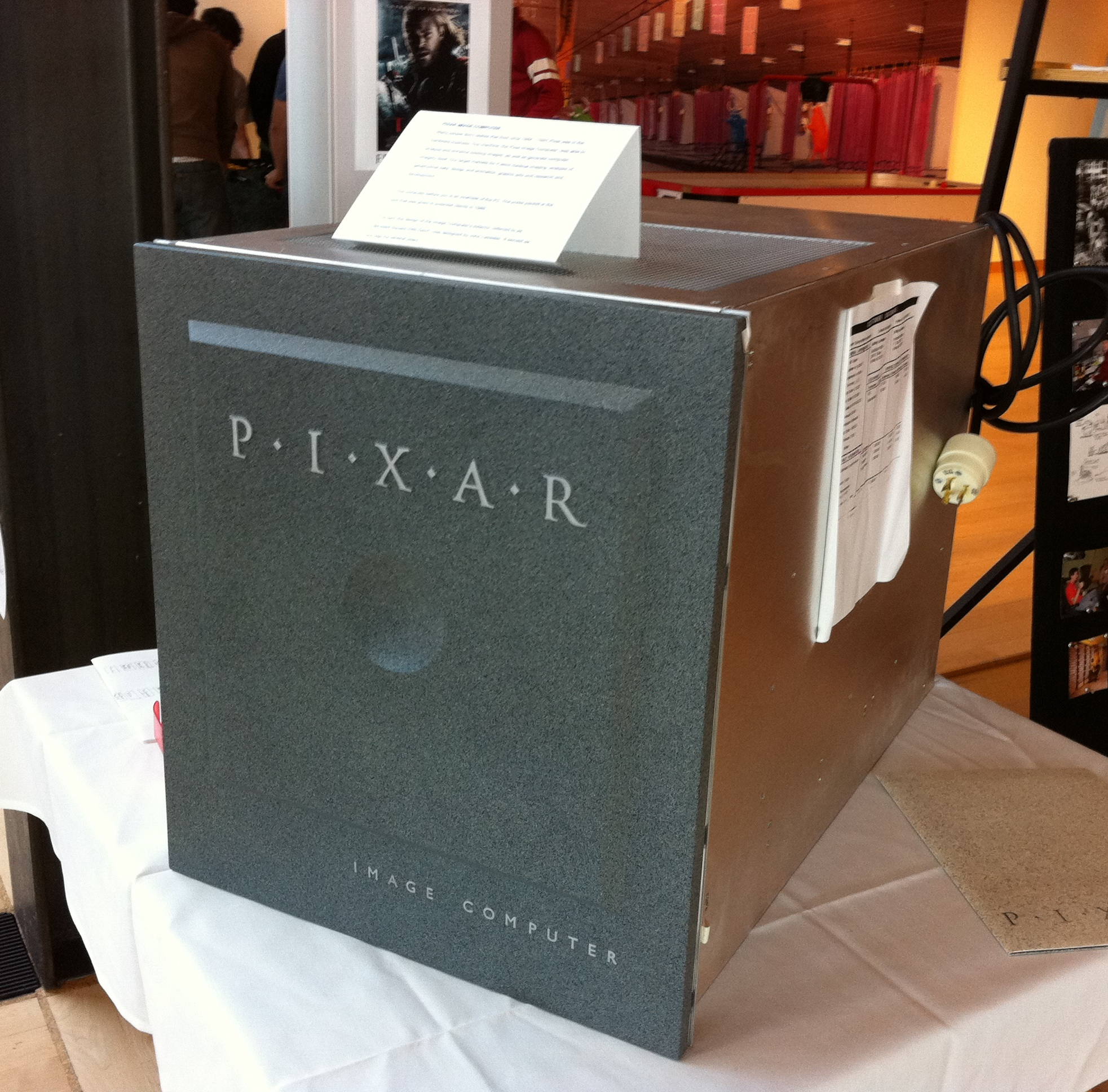
皮克斯图像电脑（P-II型）

皮克斯图像电脑（英語：Pixar Image Computer）是由卢卡斯影业计算机部门所开发的一款图像处理计算机，其在该部门于1986年自卢卡斯影业独立并更名重建为皮克斯公司后由皮克斯于同年推出，售价135000美元，面向商业和科学高端可视化市场，主要目标用户是动画师与平面设计师，也被应用于医学成像、地球物理成像与气象学研究等领域。皮克斯图像电脑后来还被应用于电脑动画制作，迪士尼在与皮克斯共同研发的电脑动画制作系统（CAPS）中使用了数十台皮克斯图像电脑，迪士尼使用这套系统制作了他们第一部完全数码动画制作的长篇电影地下拯救者，CAPS在此后数年间共参与了迪士尼18部动画的制作。
皮克斯图像电脑的开发始于70年代末期，因为卢卡斯影业现有的图形硬件已不足以满足他们的需求，在1986年史蒂夫·乔布斯自卢卡斯影业收购了他们的计算机部门并将其重建为皮克斯公司大约三个月后，皮克斯图像电脑才投入商用，这台售价135000美元的计算机还需要与太阳微系统或硅谷图形公司的工作站搭配使用，在处理图像时，皮克斯图像电脑对每个像素使用48位内存，它可以以40 MIPS的速度执行指令，由于成本过高，皮克斯无法批量销售它，再加上高昂的价格和窄小的市场，它的销量并不是很好。1987年，皮克斯重新设计了皮克斯图像电脑，推出了第二代产品P-II型皮克斯图像电脑，P-II的售价降至3万美元，并拥有双通道处理器。1988年，皮克斯开始基于P-II开发PII-9型皮克斯图像电脑，PII-9是P-II的九槽版本，带有4个处理器（被称为“Pixar CHAP”）和高分辨率视频卡、硬件图像解压缩卡、2个内存板和用于运行窗口系统NeWS的覆盖板，PII-9拥有48MB的存储空间。1990年，皮克斯将自己的计算机部门出售给Vicom Systems公司，一年后Vicom Systems公司破产，皮克斯图像电脑的生涯就此结束，总销量仅有不到300套。